# Boskoop (Niederlande)
Boskoop ([ˈbɔskoːp] ) ist ein Dorf und eine ehemalige Gemeinde in den Niederlanden, Provinz Südholland, mit 16.815 Einwohnern (Stand: 1. Januar 2024). Die Gemeinde war etwa 17 km² groß. Zum 1. Januar 2014 fusionierte sie mit den Gemeinden Alphen aan den Rijn und Rijnwoude und übernahmen den bestehenden Namen Alphen aan den Rijn.

## Lage und Wirtschaft
Boskoop liegt etwa im Mittelpunkt eines Dreiecks zwischen Leiden, Gouda und Alphen aan den Rijn. Es liegt an der Landstraße und der Lokaleisenbahn zwischen den beiden letztgenannten Städten.
Die Haupteinnahmequelle des Ortes bilden die Baumschulen und Gärtnereien. Es werden allerhand Zier- und Obstbäume, aber auch Rosen gezüchtet. Boskoop hat eine der größten Konzentrationen von Baumschulen in ganz Europa; die Gewächse werden nach ganz Europa ausgeführt.
Der bekannte Apfel „Schöner aus Boskoop“ verdankt dem Ort seinen Namen.
Im Dorf gibt es daneben etwas Gewerbe und Handel.

## Ortsbild, Sehenswürdigkeiten
Die Gemeinde wird von kleinen Parzellen gekennzeichnet, die durch zahlreiche schmale Wassergräben getrennt sind, welche den moorigen, sumpfigen, aber sehr fruchtbaren Boden entwässern. Früher schaufelte man diese Gräben aus, und der freikommende Schlamm bildete eine geeignete Düngung.
Im Dorf steht ein kleines, den Baumschulen und deren Geschichte gewidmetes Museum (Boomkwekerijmuseum).

## Geschichte
Das zweite Glied des Namens Boskoop, im mittelalterlichen Niederländisch cope (deutsch: Kauf, durch Kaufvertrag erworbenes Land) ist dadurch zu erklären, dass der Graf von Holland oder der örtliche Landesherr einem Bauern gegen Entgelt ein wüstes Stück Moor zur Verfügung stellte, um es urbar zu machen: der Käufer wurde auch Eigentümer des Landes. Auch in anderen Ortsnamen in Südholland und Utrecht ist dieser Begriff zu finden, wie Nieuwkoop, Hei- en Boeicop und andere mehr.
Boskoop war schon 1204 bekannt unter dem Namen Ten Bussche (deutsch Zum Busch). Es wurde vom damaligen Grafen von Holland im Jahr 1222 einem Kloster, eigentlich einem Stift für adlige Damen geschenkt. Wie in der ganzen Umgebung, ist Boskoop in einem Niedermoor (laagveen) gelegen. Anders als in den Nachbarorten wie Rijnwoude, wurde der Torf nicht abgebaut. Erstens, weil der Abstand zu den Städten größer war, und die Transportkosten also höher waren, und zweitens, weil der fruchtbare Boden schon seit der Entstehung des Dorfes im 13. Jahrhundert für den Anbau von Obstbäumen benutzt wurde. Diese Baumschulen blieben die Haupteinnahmequelle Boskoops bis auf den heutigen Tag. Ab etwa 1870 war die Qualität und die Menge der Produkte so gestiegen, dass die Gewächse nach Deutschland und in andere Länder exportiert wurden.
Die Gemeinden Alphen aan den Rijn, Boskoop und Rijnwoude fusionierten zum 1. Januar 2014. Die neue Gemeinde hat rund 106.000 Einwohner und übernimmt den bestehenden Namen Alphen aan den Rijn.

## Politik

### Sitzverteilung im Gemeinderat
| Partei           | Sitze | Sitze | Sitze | Sitze |
| Partei           | 1998  | 2002  | 2006  | 2010  |
| ---------------- | ----- | ----- | ----- | ----- |
| VVD              | 4     | 4     | 3     | 5     |
| CDA              | 4     | 6     | 5     | 5     |
| GroenLinks       | 2     | 2     | 2     | 2     |
| ChristenUnie/SGP | —     | 2     | 3     | 2     |
| D66              | 1     | 1     | 1     | 2     |
| PvdA             | 2     | 2     | 3     | 1     |
| SGP/RPF          | 2     | —     | —     | —     |
| Gesamt           | 15    | 17    | 17    | 17    |

### Städtepartnerschaft
| Deutschland | Bruchköbel, Deutschland seit 1984 |

## Töchter und Söhne der Stadt
- Jan Bedijs Tom (1813–1894), Maler und Radierer
- Arie van Houwelingen (* 1931), Radsportler
- Mark van der Zijden (* 1973), Schwimmer

## Trivia
In manchen deutschen Supermärkten wird der Eigenname im Apfelhandel in vereinfachter Sprache auf Boskop verkürzt. Vergleiche Topaz; oftmals wird anstelle von Topaz auch die Schreibweise Topas verwendet.

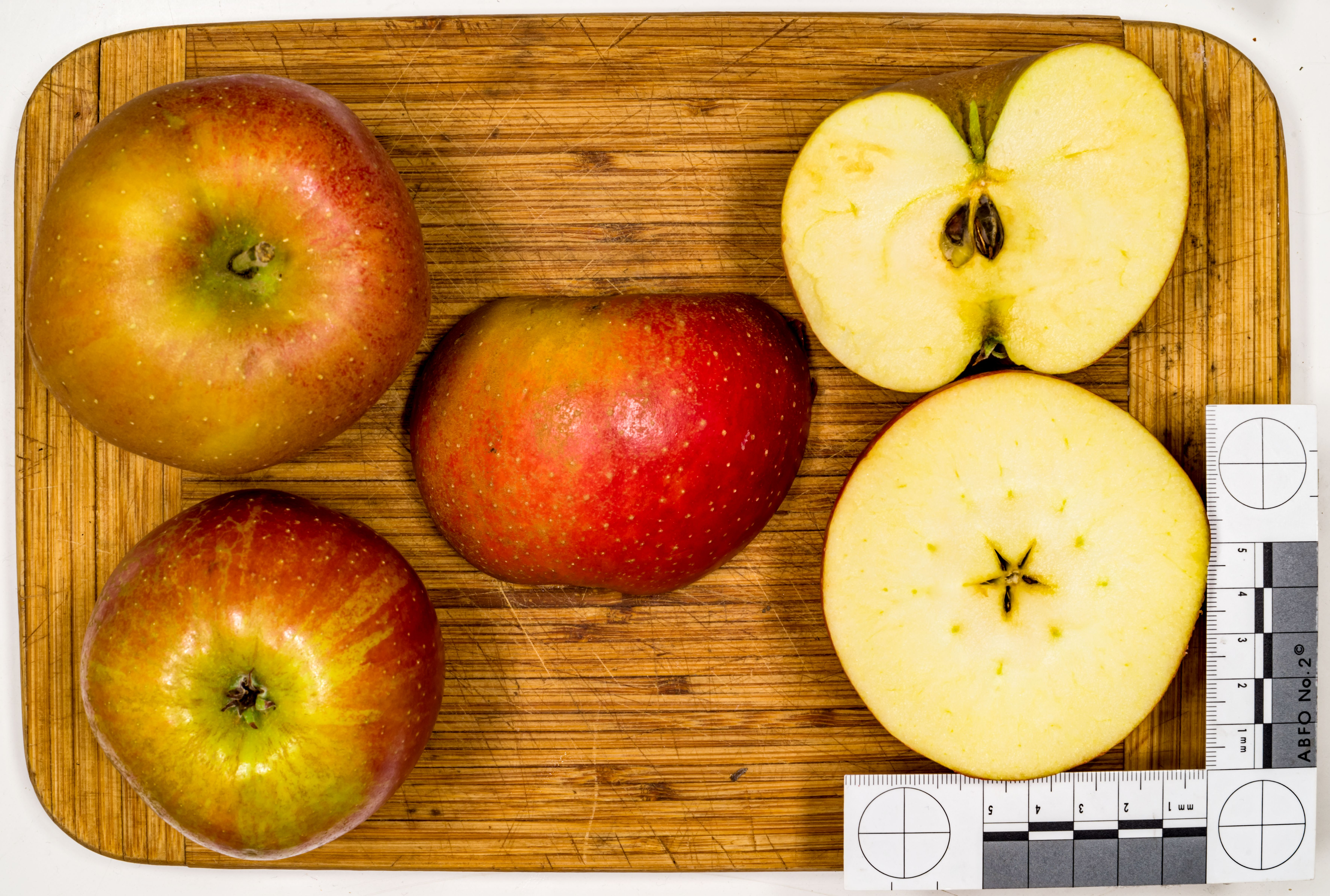
Ansichten der Frucht des Schönen von Boskoop

## Belege
1. 1 2  Kerncijfers wijken en buurten 2024. In: StatLine. CBS, 16. August 2024, abgerufen am 13. Oktober 2024.
2. ↑  Fusie Alphen aan den Rijn met Boskoop en Rijnwoude is rond. In: Omroep West. 16. Mai 2013, abgerufen am 20. Mai 2018 (niederländisch).
3. ↑  Het nieuwe woordmerk beweegt. In: alphens.nl. 8. Mai 2013, abgerufen am 20. Mai 2018 (niederländisch).
4. ↑  Sitzverteilung im Gemeinderat: 1998–2002 2006 2010, abgerufen am 20. Mai 2018 (niederländisch)
5. ↑  Beliebte Sorten im Überblick. In: kaufland.de, abgerufen am 10. Oktober 2021.